# Lapis specularis
El lapis specularis, conegut també com a guix cristal·litzat, és un tipus de guix selenític especular translúcid; fou un mineral molt valorat en l'antiga Roma i s'explotà per a la fabricació, a tall de vidre, de finestres, fonamentalment durant els segles I i II a la província d'Hispània.
Plini el Vell, en el seu Naturalis Historiae, explica
que aquest mineral era extret en la Hispània Citerior, en mines trobades a 100.000 passos al voltant de Segòbriga, a uns 150 km, i s'obtenia la més translúcida d'aquesta pedra a prop d'aquesta ciutat. S'extreia de pous profunds del subsòl, encaixat en altres roques, i calia separar-lo d'aquestes una vegada a la superfície; Plini ens el descriu com una pedra fòssil majoritàriament, que forma un bloc compacte a tall de ciment,
 amb la propietat de deixar-se tallar amb xerrac amb facilitat i en capes fines; i encara que podia trobar-se en altres llocs com ara Xipre, Sicília, la Capadòcia i fins i tot a l'Àfrica, el de major qualitat era l'hispà. També ens parla de l'existència d'un lapis specularis negre, tanmateix el més comú n'era el blanc; així mateix, la seva peculiar qualitat rau en el fet que, malgrat la seva fragilitat, mostra molt bona enteresa i no s'arronsa davant la calor i el fred.
El principal ús del lapis specularis a l'antiga Roma va ser per a la fabricació de finestres envidriades, i s'acoblava en carcasses, principalment de fusta, encara que també se'n van fabricar de ceràmica, que permetien acoblar diverses planxes a fi de cobrir la superfície en funció de la mida de la finestra. Fins i tot, es van arribar a construir hivernacles unint plaques de lapis specularis. Per extensió, les finestres envidriades amb aquest material rebien el mateix nom.

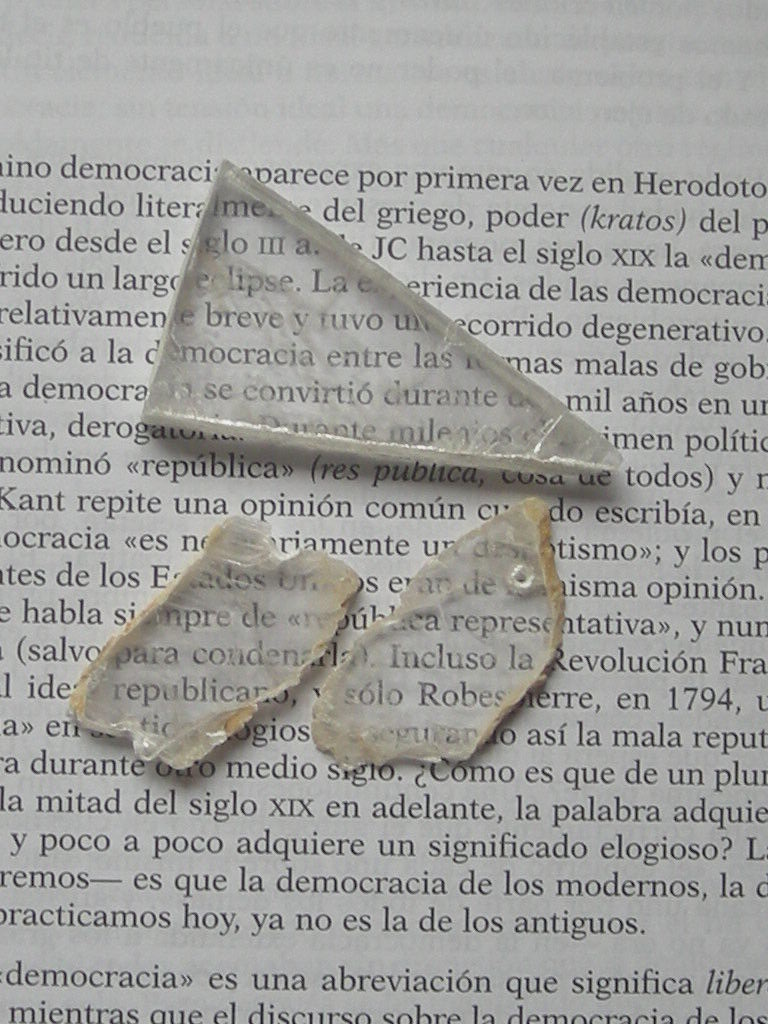
Exemple de la translucidesa d'un fragment de lapis specularis, recollit a la província de Conca.

A part del seu ús per a envidriament, també es va aprofitar com a material constructiu amb altres finalitats, per exemple, en forma d'encenalls i làmines en paviments, per a recobrir edificacions com a element ornamental, com per exemple el Circ Màxim durant els espectacles.

Remetent-nos a Plini, aquest ens diu que el guix obtingut del lapis specularis era el millor de tots també per a un altre fi, ja que al capdavall era una varietat d'algeps; un altre ús constructiu en va ser la fabricació de guix i escaiola mitjançant la calcinació del mineral, per tal d'usar-lo per a motllures, buidatges i enguixats.
A la ciutat de Pompeia, s'han trobat restes d'edificis amb finestres de lapis specularis i al Museo Nacional de Arte Romano de Mèrida hi ha exposada una reproducció d'una finestra envidriada amb lapis specularis.
A partir de les dades de Plini i de l'arqueologia, sabem que, en les actuals províncies de Conca i Toledo, hi havia gran quantitat de mines de lapis specularis, per exemple a Noblejas, La Frontera, Carrascosa del Campo, Campos del Paraíso, Torrejoncillo del Rey, Villarejo de Fuentes, Alconchel de la Estrella, Osa de la Vega, Villalgordo del Marquesado, Montalbanejo, La Hinojosa, Villaescusa de Haro, Belmonte, Villas de la Bentosa, Torralba, i en les proximitats de Huete i de l'antiga Segòbriga, i era en aquestes dues últimes el principal recurs econòmic en l'època romana, especialment a Segòbriga, que era el centre administratiu des d'on es controlava la producció minera de l'entorn.